# Saarijärvi (sjö i Finland, Södra Österbotten, lat 63,35, long 23,18)
Saarijärvi är en sjö i Finland. Den ligger i kommunen Kauhava i landskapet Södra Österbotten, i den centrala delen av landet, 400 km norr om huvudstaden Helsingfors. Saarijärvi ligger 57,6 meter över havet. Arean är 61 hektar och strandlinjen är 8,14 kilometer lång. Sjön  ingår i Purmo å huvudavrinningsområde.   I omgivningarna runt Saarijärvi växer i huvudsak blandskog.